# NFL Championship Game 1964
Das NFL Championship Game 1964 war die 32. Auflage des Endspieles der National Football League. Das Spiel fand am 27. Dezember 1964 vor 79.544 Zuschauern im Cleveland Municipal Stadium von Cleveland statt. Der Meister der Western Conference, die Cleveland Browns, bezwangen die Meister der Eastern Conference, die Baltimore Colts, mit 27:0.

## Vorgeschichte

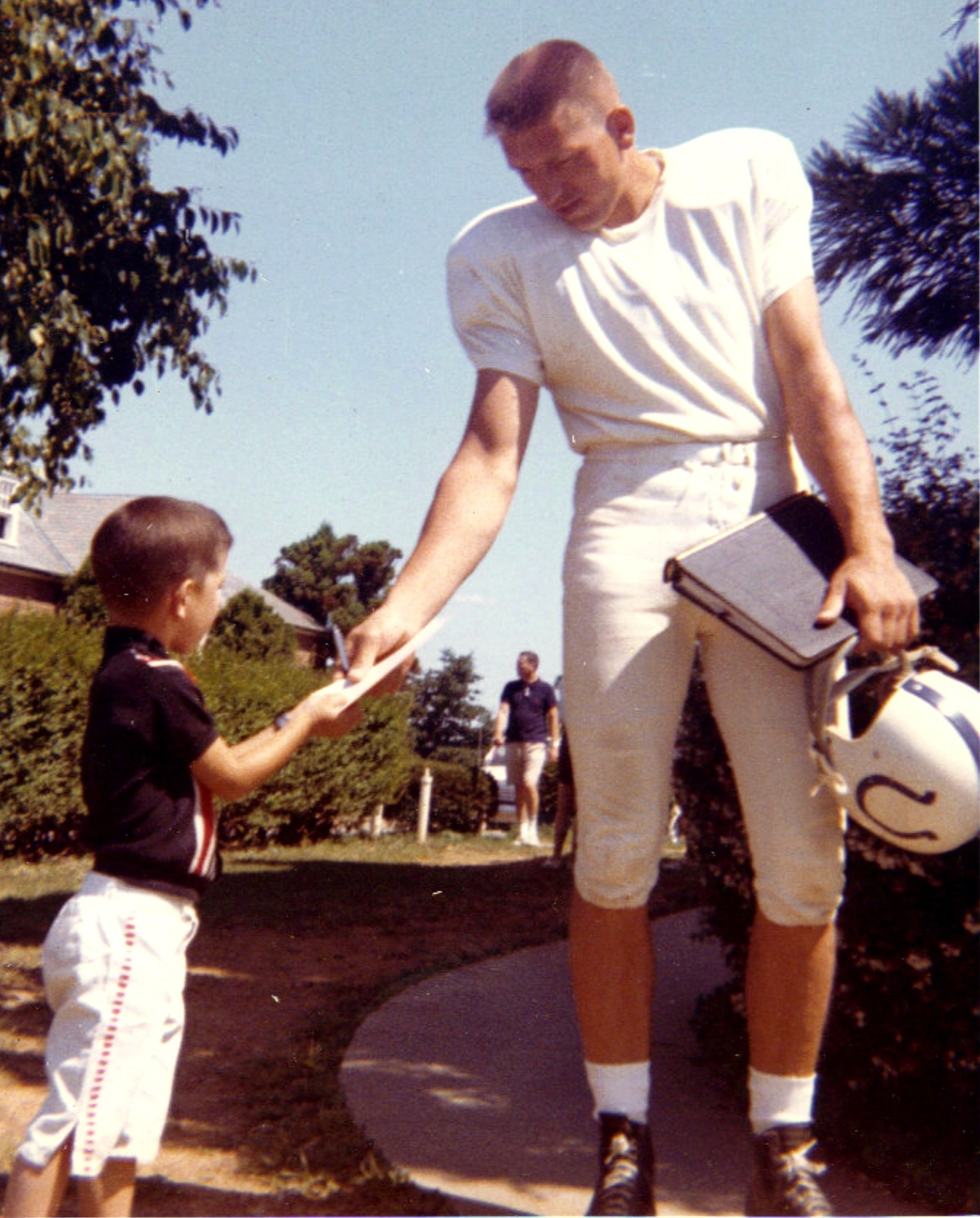
Colts-Quarterback Johnny Unitas (1964)

Die Baltimore Colts von Coach Don Shula hatten in zwölf ihrer 14 Spiele in der Regular Season gesiegt und souverän ihre Conference gewonnen. Herzstück des Teams aus Maryland war Quarterback Johnny Unitas, der 2.824 Yards Raumgewinn erzielte, 19 Touchdowns bei nur sechs Interceptions warf und zum NFL Most Valuable Player gewählt wurde. Die Colts waren statistisch das beste Team des Jahres: sowohl in der Offensive (428 Punkte) und in der Defensive (225 Gegnerpunkte) führten sie die Liga an. Im Angriff wurde Unitas von Runningback Lenny Moore unterstützt (1.056 Yards Raumgewinn, 19 Touchdowns), und in der Verteidigung spielten Guard Jim Parker, Defensive End Gino Marchetti und Cornerback Bobby Boyd so gut, dass sie alle ins All-Pro-Team gewählt wurden.

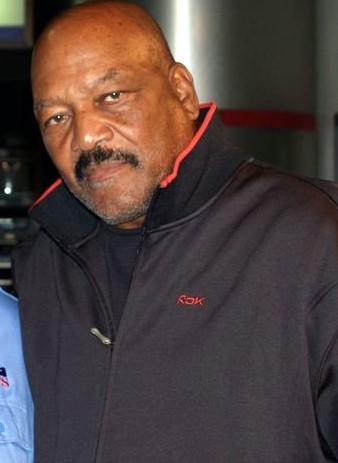
Browns-Runningback Jim Brown (2007)

Die Cleveland Browns von Coach Blanton Collier gewannen zehn ihrer 14 Saisonspiele, womit das Team aus Ohio in der Westkonferenz einen Sieg mehr hatten als die zweitplatzierten St. Louis Cardinals. Die Browns waren ebenfalls ein offensivstarkes Team (415 Punkte, ligaweit Platz zwei) mit guter Defensive (293 Gegnerpunkte, Platz 5). Star des Teams war Runningback Jim Brown, der 1.446 Yards Raumgewinn erlief (5.2 Yards pro Laufspielzug), neun Touchdowns erzielte und ins All-Pro-Team gewählt wurde.
Da es im Jahr 1964 keine Playoffs gab, traten die West- und Ostmeister direkt im NFL Championship Game an. Da die Konkurrenzliga American Football League damals noch nicht Teil der NFL war, gab es 1964 noch keinen Super Bowl, in denen NFL- und AFL-Meister angetreten wären. Hätte es einen Super Bowl nach heutigem Vorbild gegeben, wäre der Sieger aus dem NFL Championship Game auf die Buffalo Bills getroffen, die die San Diego Chargers mit 20:7 im AFL Championship Game 1964 bezwangen.

## Spiel
Obwohl die Browns vor heimischem Publikum spielten, galten die Colts vor dem Spiel als klarer Favorit. In der ersten Halbzeit dominierten beide Abwehrreihen, so dass kein Team in Touchdown-Nähe kam: Als die Colts Anfang des zweiten Viertels Kicker Lou Michaels ein 19-Yard-Field Goal treten lassen wollten, misslang Bob Boyd der Snap, so dass Michaels nicht zum Schuss kam. Daher ging das Spiel mit 0:0 in die Halbzeitpause. Im dritten Viertel schoss der 40-jährige Browns-Kicker Lou Groza per Field Goal aus 43 Yards die ersten drei Punkte für die Hausherren (CLE 3 – BAL 0). Bald darauf warf Cleveland-Quarterback Frank Ryan aus 18 Yards einen Touchdown-Pass auf Wide Receiver Gary Collins, so dass nach einem gelungenen point-after-touchdown von Groza Cleveland mit 10:0 führte. Kurz darauf erhöhte Ryan mit einem 42-Yards-Wurf auf Collins (Groza PAT erfolgreich) auf 17:0. Im vierten Viertel schaffte es Runningback Brown in drei „Goalline“-Downs nicht, den Football in die Endzone zu tragen, so dass Groza „nur“ ein Fieldgoal zum 20:0 trat. Dann aber warf Ryan einen dritten Touchdown auf Collins (51 Yards), so dass Groza nach einem geglückten PAT den Endstand von 27:0 markierte.
Leistungsträger der siegreichen Browns waren neben Ryan, Collins und Groza auch Runningback Jim Brown, der 114 Yards Raumgewinn erlief, und Linebacker Vince Costello mit zwei Interceptions im dritten Viertel. MVP Johnny Unitas hingegen erzielte nur 95 Yards Raumgewinn (null Touchdowns, zwei Interceptions) und wurde vom gegnerischen Quarterback Ryan (206 Yards, drei TD, ein INT) in den Schatten gestellt. Auch in anderen Statistiken hatten die Browns die Oberhand: sie erzielten 339 Yards Raumgewinn (Baltimore: 171) und schafften zwanzig First Downs (Baltimore: 11).